# Unruhen nach Koran-Verbrennungen in Afghanistan im Februar 2012
Die Unruhen nach Koran-Verbrennungen in Afghanistan im Februar 2012 sind eine Reaktion auf Koran-Verbrennungen durch US-Soldaten auf dem US-Stützpunkt Bagram, dem Hauptquartier der Streitkräfte der Vereinigten Staaten in Afghanistan. Für viele Muslime in Afghanistan stellt die Verbrennung des Korans eine Schändung und Todsünde dar.

## Auslöser
Auslöser der Unruhen waren aus bislang ungeklärten Gründen durchgeführte Verbrennungen des Koran durch US-Soldaten auf dem US-Stützpunkt Bagram. General John R. Allen, Oberkommandeur der NATO-geführten Internationalen Schutztruppe ISAF, sagte, dass die Verbrennungen von Koran-Ausgaben „irrtümlich“ geschehen seien. Dass US-Soldaten auf dem Stützpunkt Bagram Koran-Ausgaben zur Entsorgung versehentlich in eine Verbrennungsanlage gebracht hätten, ist von der ISAF bestätigt worden. In der Folge hätten afghanische Arbeiter im Militärcamp Bagram Kopien des von den Koalitionstruppen verbrannten Korans aus dem Lager gebracht.

## Verlauf
In der direkten Folge kam es zunächst zu heftigen Protesten. Die Proteste weiteten sich landesweit aus. Mehrere Militärstützpunkte der ISAF wurden angegriffen. Es kam zu mehreren Toten auf beiden Seiten. Aus Sicherheitsgründen hat die US-Botschaft in Kabul für ihre Mitarbeiter ein Reiseverbot verhängt. Die Bundeswehr gab einen ihrer Außenposten, den Stützpunkt in Talokan, vorzeitig aufgrund der Unruhen auf.
Als politische Reaktionen forderte Präsident Hamid Karzai  von der US-Armee eine schnellere Übergabe des Gefängnisses von Bagram an die Afghanen. Nach den Vorfällen entschuldigte sich General John R. Allen. Alle Soldaten wurden nun von der ISAF zu einer Schulung verpflichtet. Auch US-Verteidigungsminister Leon Panetta entschuldigte sich für den „höchst bedauerlichen Zwischenfall“. US-Präsident Barack Obama hat sich beim afghanischen Präsidenten Hamid Karzai formell für die Verbrennung von Koranschriften auf dem US-Stützpunkt Bagram entschuldigt.
Am 27. Februar sprengte sich am Flughafen Dschalalabad ein Selbstmordattentäter in die Luft. Dabei starben neun Menschen und acht wurden verletzt. Die Taliban bekannten sich zu dem Anschlag und erklärten, er sei als „Rache“ für die Koranverbrennungen durchgeführt worden.

## Aufarbeitung
Ende August 2012 teilte der die Vorfälle untersuchende General mit, dass es sich bei den Geschehnissen um keine böswillige Missachtung des Korans oder eine Diffamierung des Islam, sondern um fehlende Kommunikation, schlechte Führung und falsche Entscheidungen gehandelt habe. Außerdem wurden in dem Zusammenhang sechs nicht näher definierte Disziplinarstrafen gegen US-Soldaten ausgesprochen, die Koran-Exemplare und andere religiöse Texte verbrannt hatten.